# Окутоно (княжество)
Княжество Окутоно (яп. 奥殿藩 Окутоно-хан), также известно как Окудоно-хан — феодальное княжество (хан) в Японии периода Эдо (1684—1871). Окутоно-хан располагался в районах Камо и Нуката провинции Микава (на территории современной префектуры Айти) и районе Саку провинции Синано (территория современной префектуры Нагано).
Также известно под названием Княжество Огю (яп. 大給藩 Огю-хан), затем Княжество Таногути (яп. 田野口藩 Таногути-хан) и Княжество Тацуока (яп. 龍岡藩 Тацуока-хан)

## Краткая история
Административный центр княжества: замок Окутоно (современный город Окадзаки, префектура Айти).
Доход хана: 1684—1871 годы — 16 000 коку риса
Княжество Окутоно было основано в 1684 году. Домен находился под управлением рода Мацудайра (ветви Огю), боковой ветви династии Токугава. Представители ветви Огю владели землями на севере провинции Микава и являлись наследственными вассалами рода Токугава. За свои заслуги в Оскакской кампании хатамото Мацудайра Масацугу был награждён 6000 коку риса. Его сын Мацудайра Норицугу (1632—1687) в 1684 году стал первым правителем Окутоно-хана в провинции Микава с доходом 16 000 коку. Его потомки управляли княжеством вплоть до 1871 года.
В 1713 году 3-й даймё Мацудайра Норидзанэ (1686—1716) перенёс свою резиденцию горной местности в более удобное место Окутоно (сейчас часть города Окадзаки). Княжество сильно пострадало и-за неблагоприятных погодных условий и наводнений в период Кехо (1716—1736), что вызвало неурожаи и голод. Во время Великого Голода (1832—1836) Окутоно-хан повторно пострадал, но княжеству удалось избежать тяжелых последствий голода в результате реформ, проведенных даймё Мацудайрой Норитоси.
В период Бакумацу Окутоно-хан получил известность благодаря своему последнему правителю Мацудайре Норитаке, который служил в качестве старшего советника в последние годы сёгуната Токугава. Также получил большую известность другой уроженец княжества — Нагаи Наоюки (1816—1896), сын 7-го даймё Мацудайры Норитады.
В правление последнего даймё Мацудайры Норикаты (1852—1863) княжеская резиденция была перенесена из провинции Микава в соседнюю провинцию Синано (район Танокути), где был построен замок Тацуока, ставший новой столицей хана. С 1863 года княжество стало известно как Танокути-хан или Тацуока-хан.
Окутоно-хан был ликвидирован в 1871 году.

## Правители княжества
- Род Мацудайра (ветвь Огю), 1684—1871 (фудай-даймё)

- Княжество Огю (奥殿藩)

| № | Имя                 | Имя      | Годы правления | Годы жизни  | Примечания                                                 |
| - | ------------------- | -------- | -------------- | ----------- | ---------------------------------------------------------- |
| 1 | Мацудайра Норицугу  | 松平乗次 | 1684 — 1687    | 1632 — 1687 | Сын хатамото Мацудайры Масацугу                            |
| 2 | Мацудайра Норинари  | 松平乗成 | 1687 — 1703    | 1658 — 1703 | Старший сын и преемник Мацудайры Норицугу                  |
| 3 | Мацудайра Норидзанэ | 松平乗真 | 1703 — 1711    | 1686 — 1716 | Сын хатамото Хонды Масатанэ, усыновлён Мацудайрой Норинари |

- Княжество Окутоно (奥殿藩)

| № | Имя                 | Имя      | Годы правления | Годы жизни  | Примечания                                                    |
| - | ------------------- | -------- | -------------- | ----------- | ------------------------------------------------------------- |
| 1 | Мацудайра Норидзанэ | 松平乗真 | 1711 — 1716    | 1686 — 1716 | Приемный сын Мацудайры Норинари                               |
| 2 | Мацудайра Мицунори  | 松平盈乗 | 1716 — 1742    | 1716 — 1742 | Сын Мацудайры Норидзанэ                                       |
| 3 | Мацудайра Нориясу   | 松平乗穏 | 1742 — 1782    | 1739 — 1783 | Старший сын и преемник Мацудайры Мицунори                     |
| 4 | Мацудайра Норитомо  | 松平乗友 | 1782 — 1790    | 1760 — 1824 | Второй сын Мацудайры Нориясу                                  |
| 5 | Мацудайра Норитада  | 松平乗尹 | 1790 — 1802    | 1777 — 1818 | Четвертый сын Мацудайры Нориясу                               |
| 6 | Мацудайра Нориёси   | 松平乗羨 | 1802 — 1827    | 1791 — 1827 | Второй сын Мацудайры Норитомо, усыновлён Мацудайрой Норитадой |
| 7 | Мацудайра Норитоси  | 松平乗利 | 1827 — 1852    | 1811 — 1854 | Сын и преемник Мацудайры Нориёси                              |
| 8 | Мацудайра Норитака  | 松平乗謨 | 1852 — 1863    | 1839 — 1910 | Второй сын Мацудайры Норитоси                                 |

- Княжество Таногути (田野口藩)

| № | Имя                | Имя      | Годы правления | Годы жизни  | Примечания                    |
| - | ------------------ | -------- | -------------- | ----------- | ----------------------------- |
| 1 | Мацудайра Норитака | 松平乗謨 | 1863 — 1871    | 1839 — 1910 | Второй сын Мацудайры Норитоси |